# Музей Суворова (Тиманівка)
Музей О.В. Суворова — музей у с. Тиманівка Тульчинського району Вінницької області. Був заснований у 1947 р. з ініціативи голови колгоспу «Червоний Жовтень» П. Желюка (в майбутньому двічі Героя Соціалістичної праці) за підтримки всіх жителів села з метою вшанування пам'яті російського полководця, який перебував на теренах Тульчинщини в 1796-1797 рр., проживав у будинку управителя Тиманівського маєтку (пам'ятка архітектури II пол. XVIII ст.).
Велику допомогу у створенні музею надав Ленінградський артилерійський історичний музей (нині Військово-історичний музей артилерії, інженерних військ і військ зв'язку). Основу колекції склали знахідки, виявлені на території села (монети XVIII ст., фрагменти зброї, гармати, барабан  тощо).
В організацію музею внесли вклад перші директори: О. Швець, вчитель-фізик П. Новіков, вчителька Н. Козак-Новікова.
У 1967 р. музею присвоєно звання "народний". В цьому ж році музей О. Суворова був включений до Всесоюзного туристичного маршруту "Поділля". За роки існування музею його відвідали понад 300 делегацій зарубіжних країн: Канади, США, Польщі, Болгарії, Чехословаччини, Німеччини, Франції, Італії та ін.
Музей був організатором проведення зустрічей-конференцій (1991—2002) всіх шести музеїв О. Суворова: Кобрин (Білорусь), Кончанське, Санкт-Петербург (Росія), Ізмаїл, Очаків (Україна).
Фондова колекція музею нараховує близько 1 300 предметів. Щороку його відвідують майже 3 600 осіб.
Унікальною є збірка одностроїв офіцерів і солдатів російської армії кінця XVIII ст., зброя та штандарти російських, французьких, турецьких військ XVIII ст., нумізматична колекція (XVIII ст.).

## Галерея

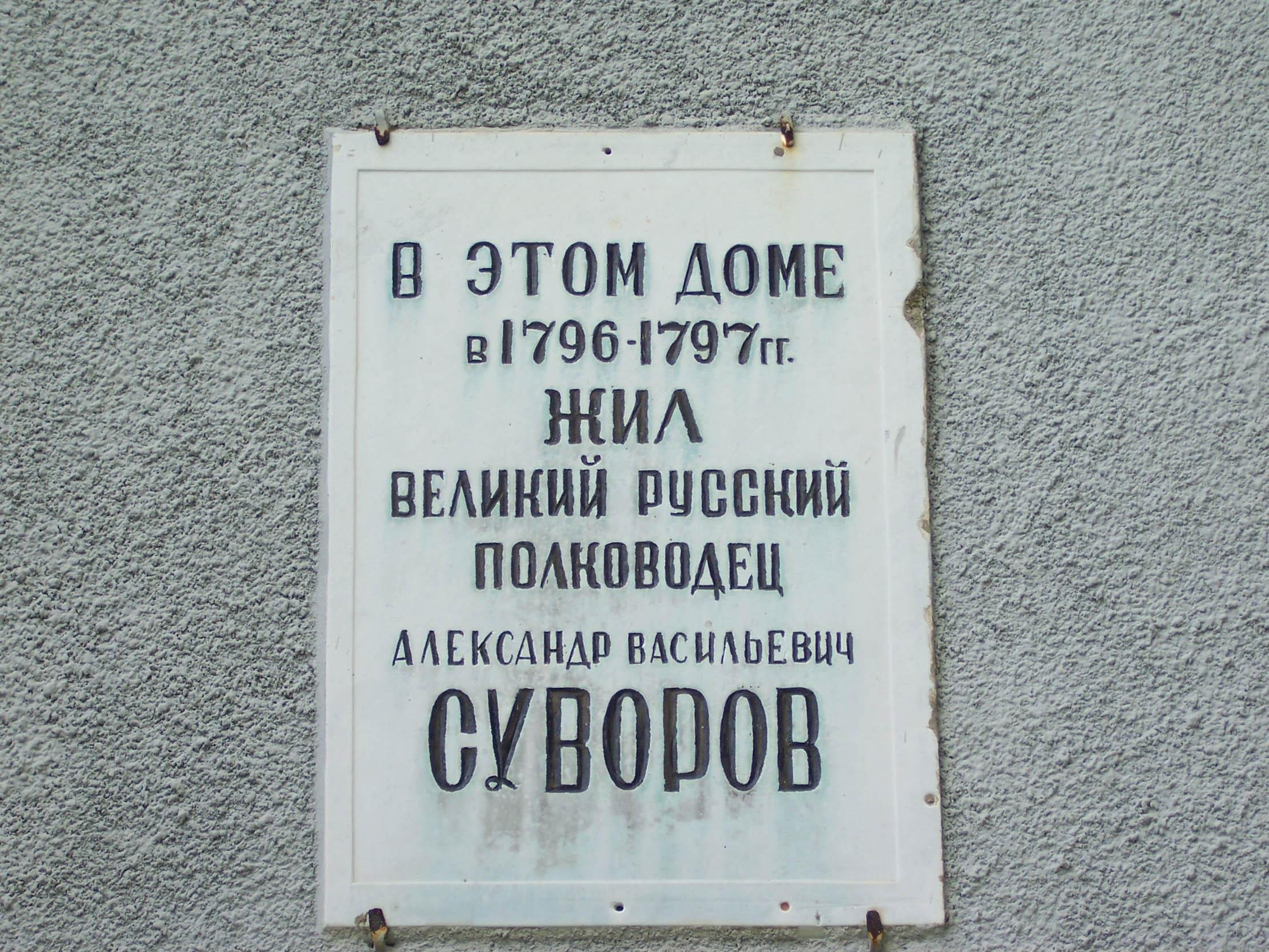
Пам’ятна табличка, Музей Суворова, с. Тиманівка, фрагмент експозиції ф.02
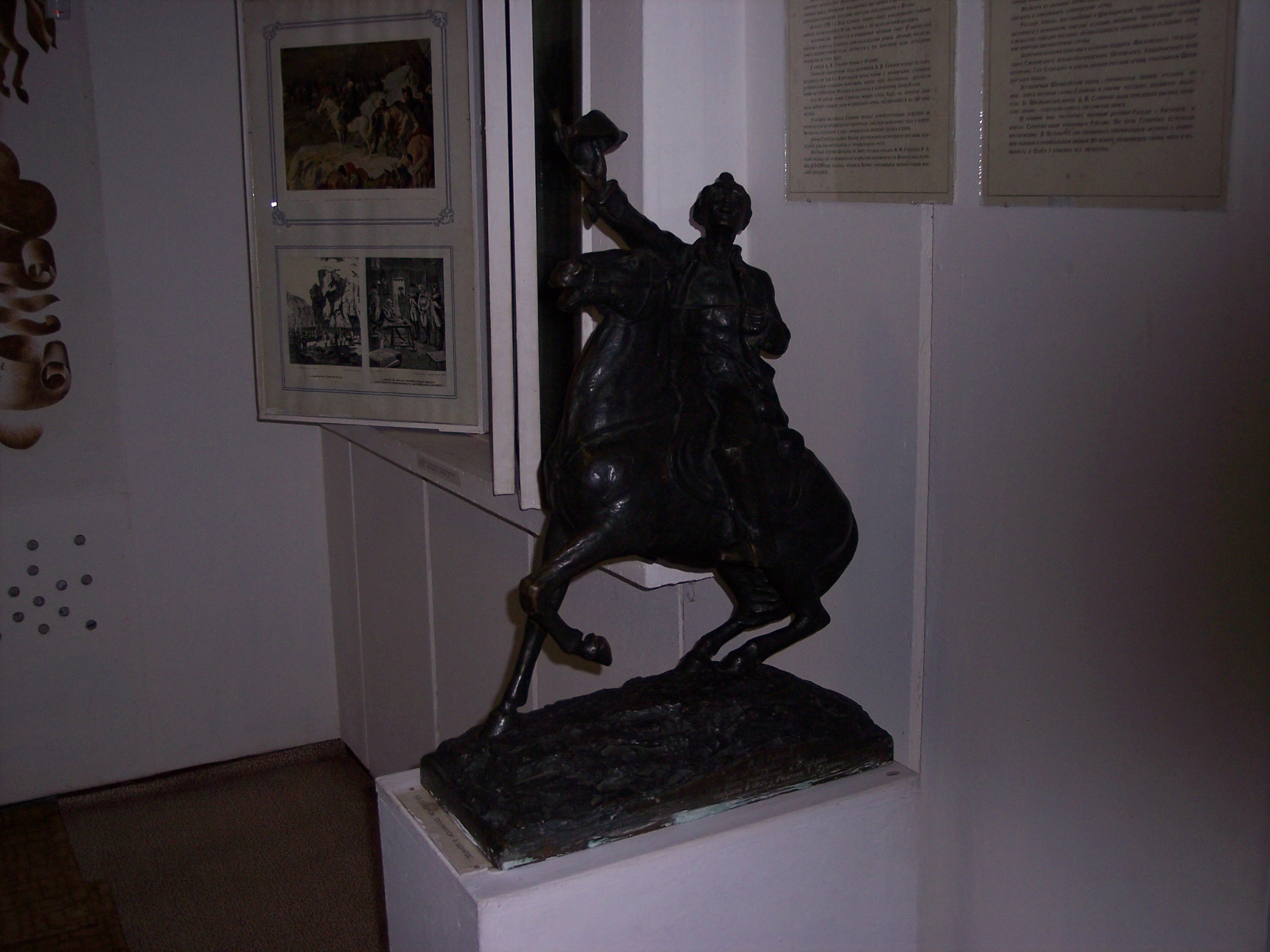
Музей Суворова, с. Тиманівка, фрагмент експозиції ф.03
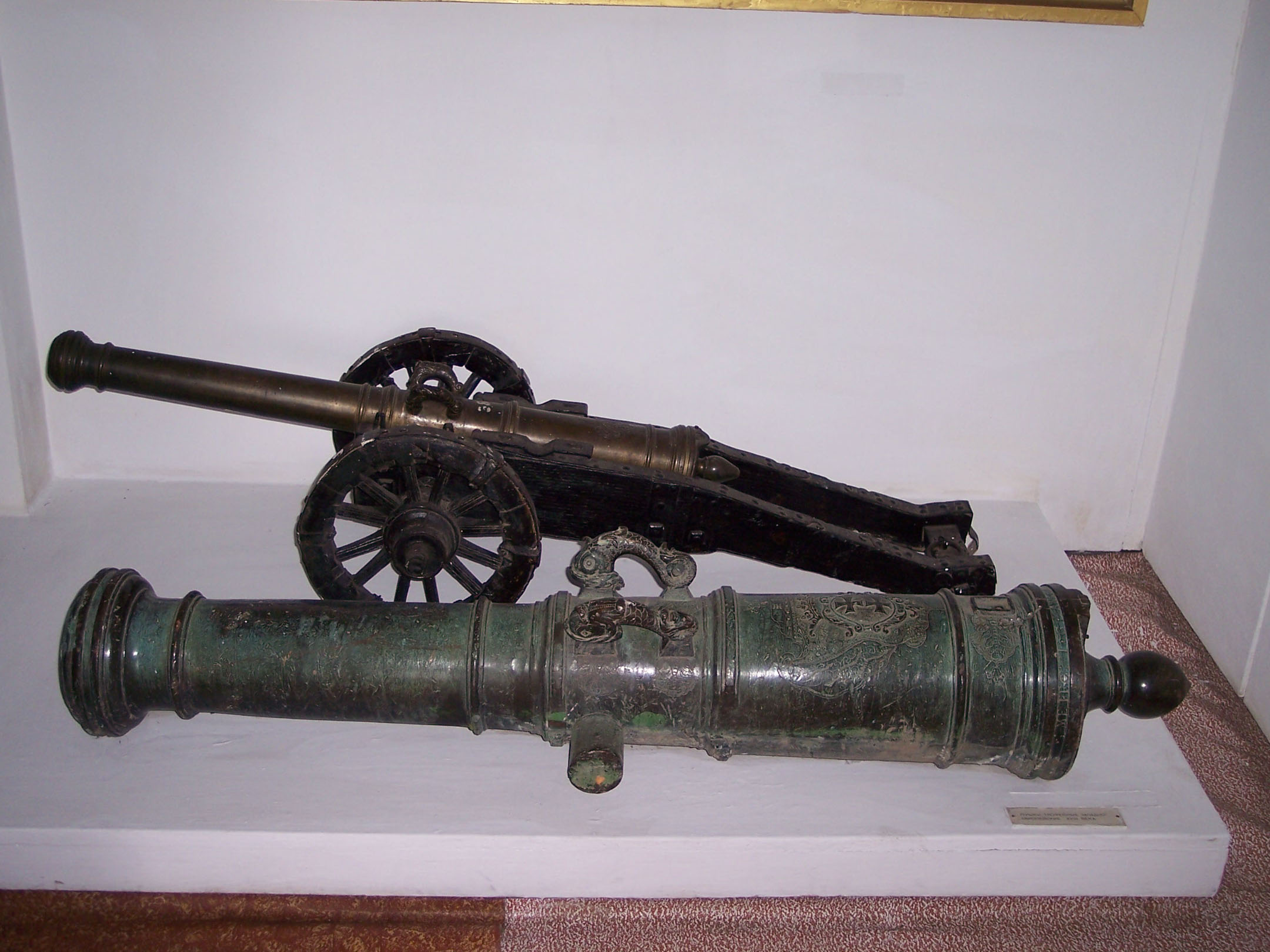
Музей Суворова, с. Тиманівка, фрагмент експозиції ф.04
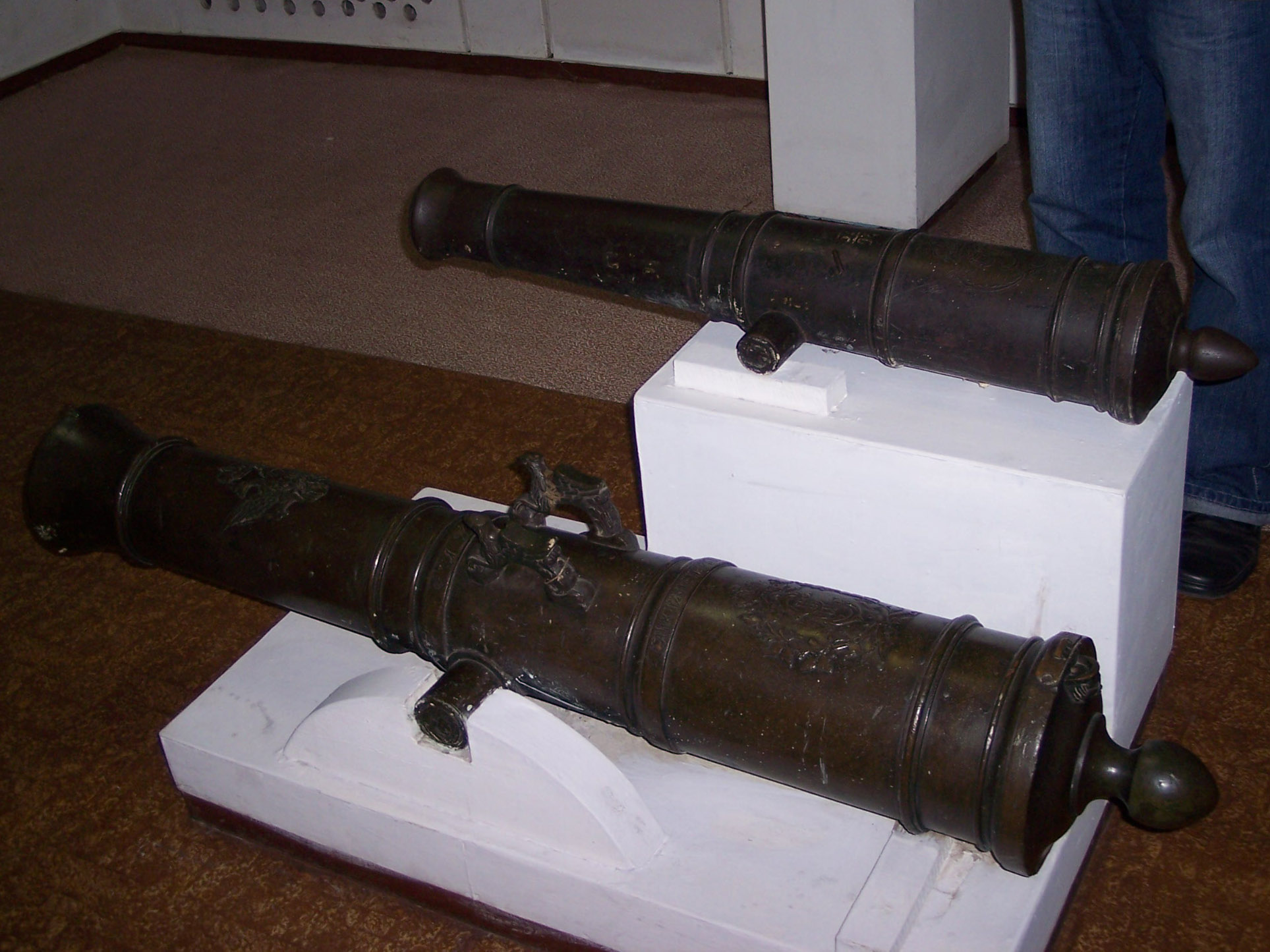
Музей Суворова, с. Тиманівка, фрагмент експозиції ф.05
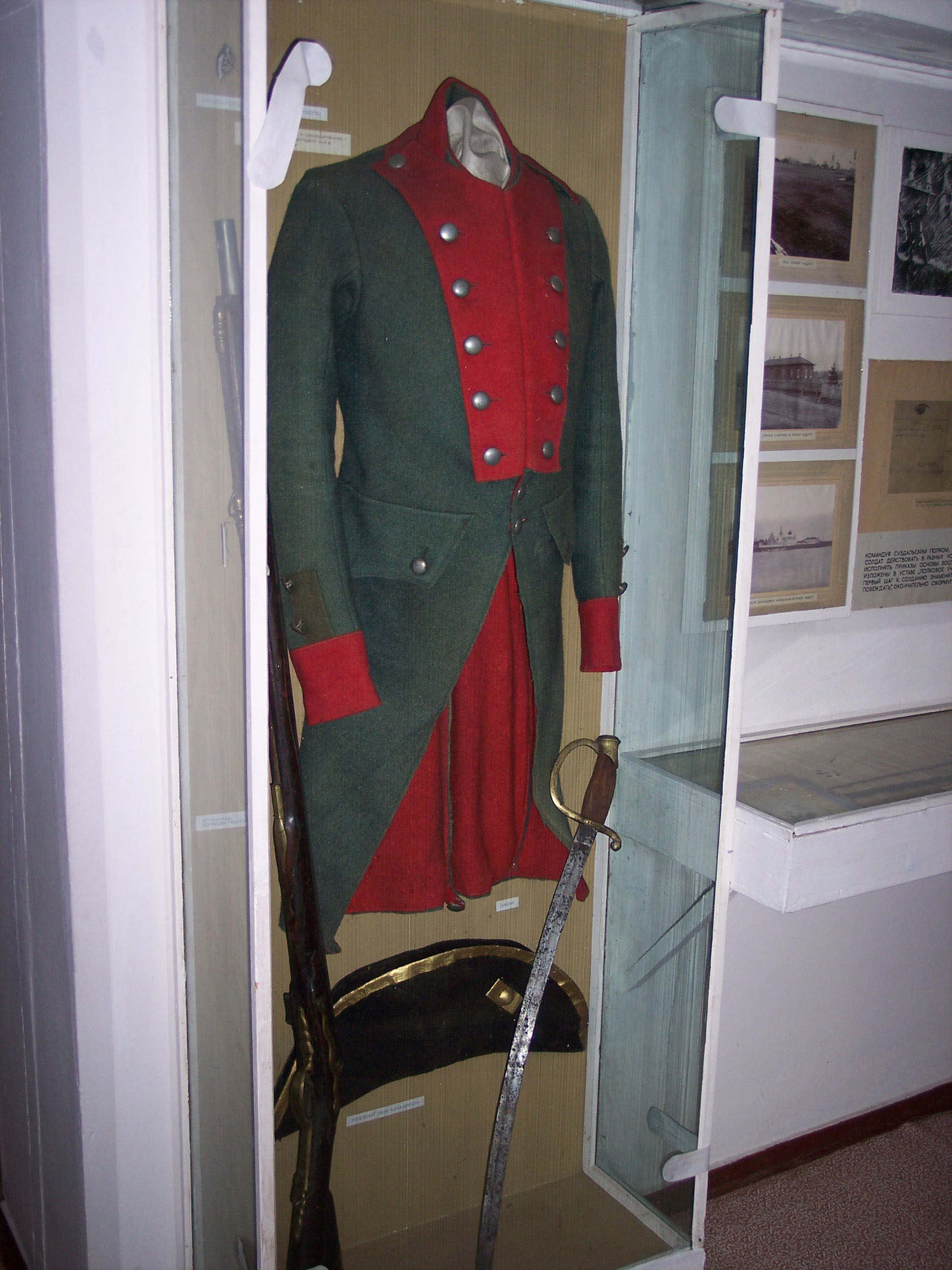
Музей Суворова, с. Тиманівка, фрагмент експозиції ф.06
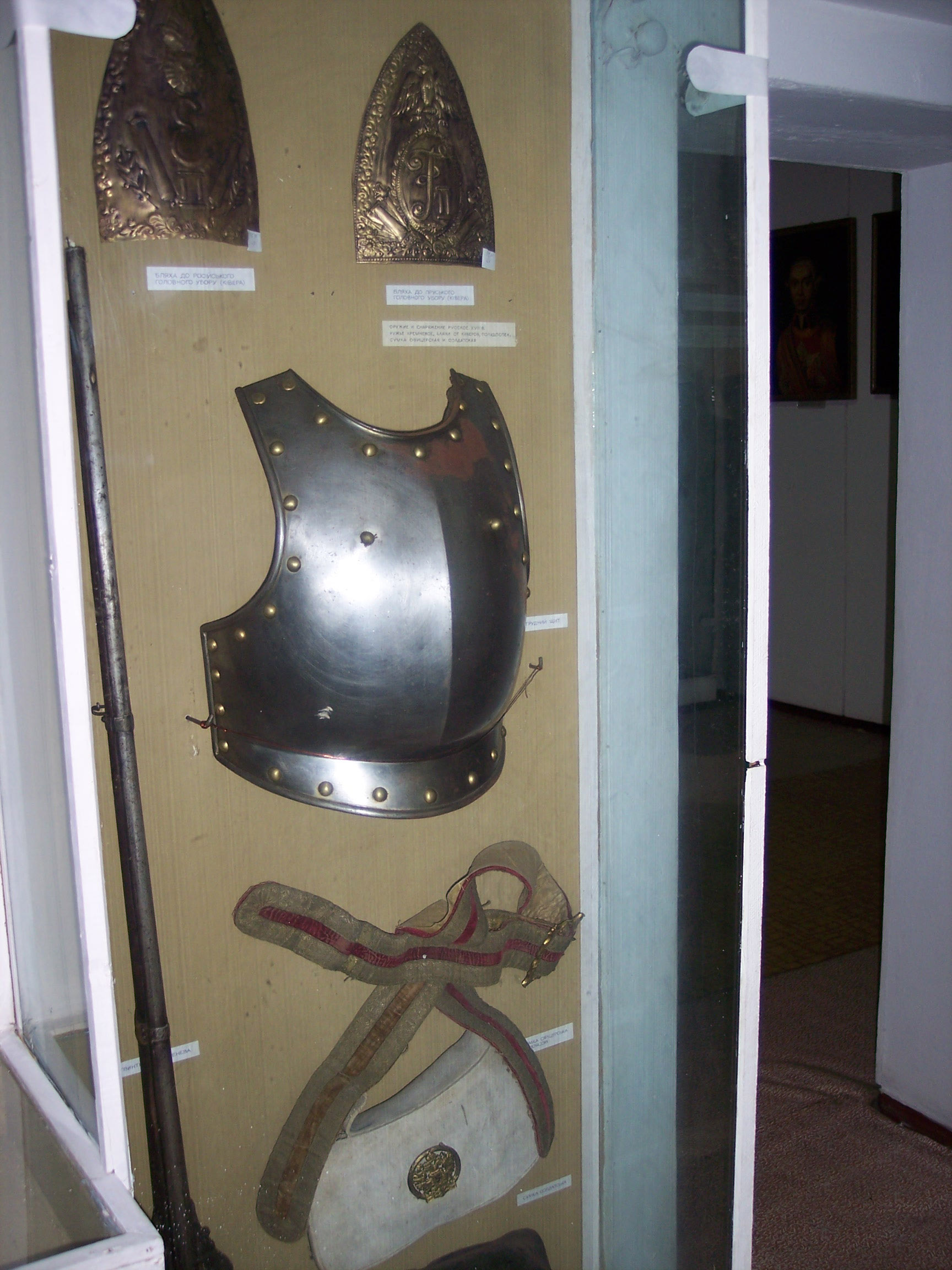
Музей Суворова, с. Тиманівка, фрагмент експозиції ф.07
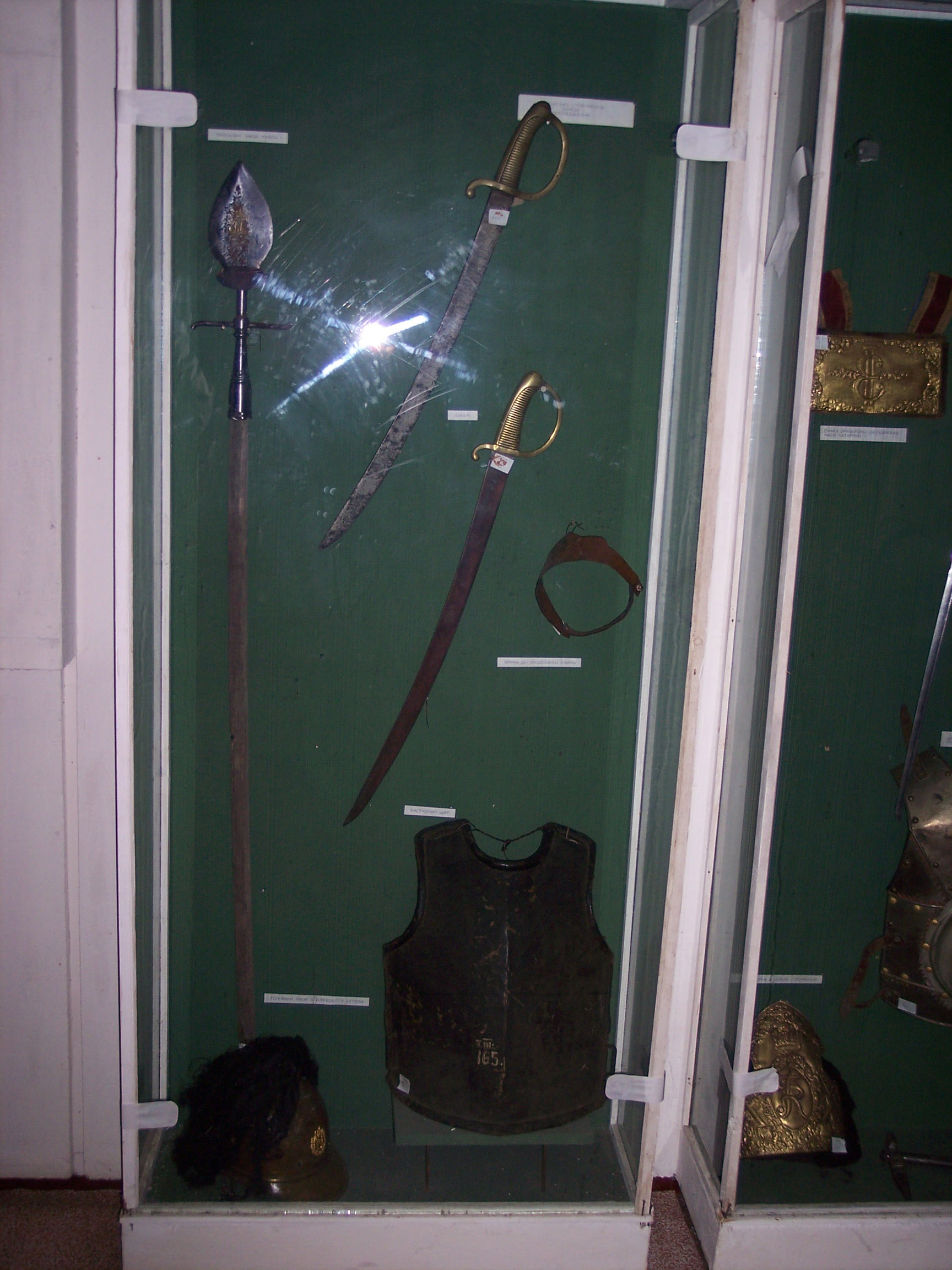
Музей Суворова, с. Тиманівка, фрагмент експозиції ф.08